# Birgitt Borkopp-Restle
Birgitt Borkopp-Restle, geborene Borkopp, (geboren 1958 in Neuss) ist eine deutsche  Kunsthistorikerin und Professorin am Institut für Kunstgeschichte der Universität Bern.

## Leben
Borkopp wuchs im Rheinland auf und besuchte das Gymnasium Marienberg in Neuss. Sie studierte an der Universität Bonn Kunstgeschichte, Anglistik, Romanistik und Byzantinistik. Nach der Promotion bei Horst Hallensleben war sie zunächst als Ausstellungsassistentin am Museum Schnütgen in Köln tätig, anschließend als Volontärin am Germanischen Nationalmuseum in Nürnberg. Von 1993 bis 2004 war sie Konservatorin für die Textil- und Kostümsammlung des Bayerischen Nationalmuseums in München und von 2005 bis 2008 Direktorin des Museum für Angewandte Kunst Köln. Seit dem 1. September 2009 ist Borkopp-Restle Professorin für die Geschichte der textilen Künste (Werner und Margaret Abegg-Stiftungsprofessur) an der Universität Bern.
Ihr Forschungsschwerpunkt ist die Geschichte der textilen Künste im Mittelalter und der frühen Neuzeit. Borkopp-Restle ist Präsidentin des Centre International d’Étude des Textiles Anciens (CIETA) und Vorstandsvorsitzende der Ruth-Bleckwenn-Stiftung zur Förderung der Textil- und Kostümforschung.
Verheiratet war sie mit dem Kunsthistoriker und Byzantinisten Marcell Restle (1932–2016).

## Schriften (Auswahl)
Monographien
- Der Aachener Kanonikus Franz Bock und seine Textilsammlungen. Ein Beitrag zur Geschichte der Kunstgewerbe im 19. Jahrhundert. Abegg-Stiftung, Riggisberg 2008, ISBN 978-3-905014-39-6 (Zugleich: Universität Bonn, Dissertation, 1991).
- Textile Schätze aus Renaissance und Barock. Aus den Sammlungen des Bayerischen Nationalmuseums. Mit grossen Freuden, Triumph und Köstlichkeit. Bayerisches Nationalmuseum, München 2002, ISBN 3-925058-48-6 (Bestandskatalog).
- Der Schatz der Marienkirche zu Danzig. Liturgische Gewänder und textile Objekte aus dem späten Mittelalter. Didymos-Verlag, Affalterbach 2019, ISBN 978-3-939020-71-4.

Als Herausgeberin
- Christin Losta. ‚toute la collection‘. Photographien. Museum für Angewandte Kunst, Köln 2006, ISBN 3-9811342-0-6 (Katalog zur Ausstellung im Museum für Angewandte Kunst).
- mit Thomas Steppan: Lithostrōton. Studien zur byzantinischen Kunst und Geschichte. Festschrift für Marcell Restle. Hiersemann, Stuttgart 2000, ISBN 3-7772-0030-1.
- mit Barbara Schellewald und Lioba Theis: Studien zur byzantinischen Kunstgeschichte. Festschrift für Horst Hallensleben zum 65. Geburtstag. Hakkert, Amsterdam 1995, ISBN 90-256-1079-X.
- mit Marcell Restle, Barbara Schellewald, Lioba Theis und Thomas Steppan: Reallexikon zur byzantinischen Kunst. Hiersemann, Stuttgart seit 1994, ISBN 3-7772-6340-0.